# Октябрьская улица (Великий Новгород)
Октябрьская — одна из улиц Великого Новгорода. Начинается от улицы 8 Марта и в северо-восточном направлении вдоль железной дороги проходит до улицы Германа. Протяжённость — 2620 м.
Образована 17 ноября 1959 года. Застроена жилыми и административными зданиями.
Является важной транспортной магистралью, позволяющей объезжать центральную часть города в направлении Псковская — Большая Санкт-Петербургская улица. На Октябрьской улице находится один из ключевых городских перекрёстков: Октябрьская—Нехинская—Белова.
На улице расположены автобусный и железнодорожный вокзалы, Федеральный суд, гимназия № 2, ТЦ «Компас», Налоговая служба, Управление Росреестра.
До 1970 года в районе домов №№ 12 и 14 находилось еврейское кладбище.